# Seongjong (Goryeo)
König Seongjong (koreanisch 성종) (* 15. Januar 961 in Kaesŏng, Königreich Goryeo; † 29. November 997 in Kaesŏng, Goryeo) war während seiner Regierungszeit von 981 bis 997 der 6. König des Goryeo-Reiches und der Goryeo-Dynastie (고려왕조) (918–1392).

## Leben
Seongjong war der Sohn von Dejeong (대종), dem 7. Sohn von König Taejo (태조), dem Gründer von Goryeo und der Goryeo-Dynastie und dessen 4. Frau Königin Shinjeong (신정). Seongjong Mutter war Seonui (선의). Zu seiner Geburt bekam er den Namen Wang Chi (왕치) verliehen.
Seongjong folgte mit 21 Jahren auf König Gyeongjongs (경종) Thron, als dieser im Jahr 981 verstarb. Er erbte damit vernachlässigte Staatsgeschäfte und eine misslungene Staatsreform, weshalb er sich nach seinem Amtsantritt auf die Sicht konfuzianischer Gelehrter wie Choe Seungno (최승로) verließ. Unter Seongjong wurden erstmals Staatsbeamte in die Provinzen geschickt, um dort die Administration vor Ort zu leiten. Er trug damit dazu bei, ein funktionierendes System lokaler Verwaltung zu installieren. Auch versuchte er möglichst viele Leute der lokalen Oberschicht in die Aristokratie des Regierungssitzes einzubinden und ihre Kinder zu bilden und nahm aufmerksam die Meinungen und Positionen seiner aristokratischen Beamten wahr, die mit chinesischem Wissen bestens vertraut waren. König Seongjong legte damit dem Grundstein einer funktionierenden aristokratischen Ordnung im Goryeo-Reich.
Die neue politische Struktur im Reich begann sich damit ab dem Jahr 983 zu bilden und wurde 1076 unter König Munjong (문종) (1046–1083) vollendet. Auch strukturierte König Seongjong die militärischen Kräfte neu und ließ 995 sechs Divisionen mit unterschiedlichen Aufgaben entwickeln, die sich nannten: Chwauwi (촤우위) (Links und Rechts), Sinhowi (신호위) (Göttlicher Tiger), Heunwiwi (흔위위) (Schlagende Elite), Geumowi (금위) (Interne Sicherheit), Cheonuwi (천우위) (Tausend Bullen), Gammunwi (감문위) (Hauptstadtgarde). Die ersten drei Divisionen stellten den Kern der Streitmacht Goryeos dar. Die Division Interne Sicherheit sollte die Staatsmacht nach innen sichern und die Division der Tausend Bullen war für staatliche Zeremonien vorgesehen. Die Hauptstadtgarde sicherte den Palast, die Regierungsgebäude und die Stadttore der Hauptstadt.
Weitere Schritte zur Konsolidierung der Staatsmacht wurden von Seongjong unternommen, indem er unter anderem eine Finanzkommission (Samsa 삼사) für Finanzangelegenheiten schuf, die Hallimische Akademie für den Entwurf königlicher Erlasse einrichten ließ und die Eosadae (어사대), eine Aufsichtsbehörde für die Kontrolle der Verhalten von Beamten gründete.
Im Bereich der Bildung folgte König Seongjong dem Staatsgründer Taejo und gründete 992 mit der Gukchagam (국차감) die erste nationale Universität des Goryeo-Reichs, die später unter König Injong (인종) (1122–1146) in sechs Fachbereiche, die sich Gukchahak (국차학) (Universitäts-College), Taehak (태학) (Hochschul-College), Samunhak (사문학) (Vier Portale-College), Yurhak (율학) (College für Recht), Soehak (서학) (College für Kalligraphie) und Sanhak (산학) (College für Buchhaltung) nannten, aufgeteilt wurde.
Unter König Seongjong konzentrierte sich das Bildungssystem zunächst noch auf die Hauptstadt des Reiches, was zur Folge hatte, dass die Schüler aus allen Landesteilen zur Hauptstadt kommen mussten. Erst nachdem dieses System versagte, schickte Seongjong Gelehrte der klassischen Fächer in andere Landesteile, um dort Schüler zu lehren.